# Teatro Samuel J. Friedman

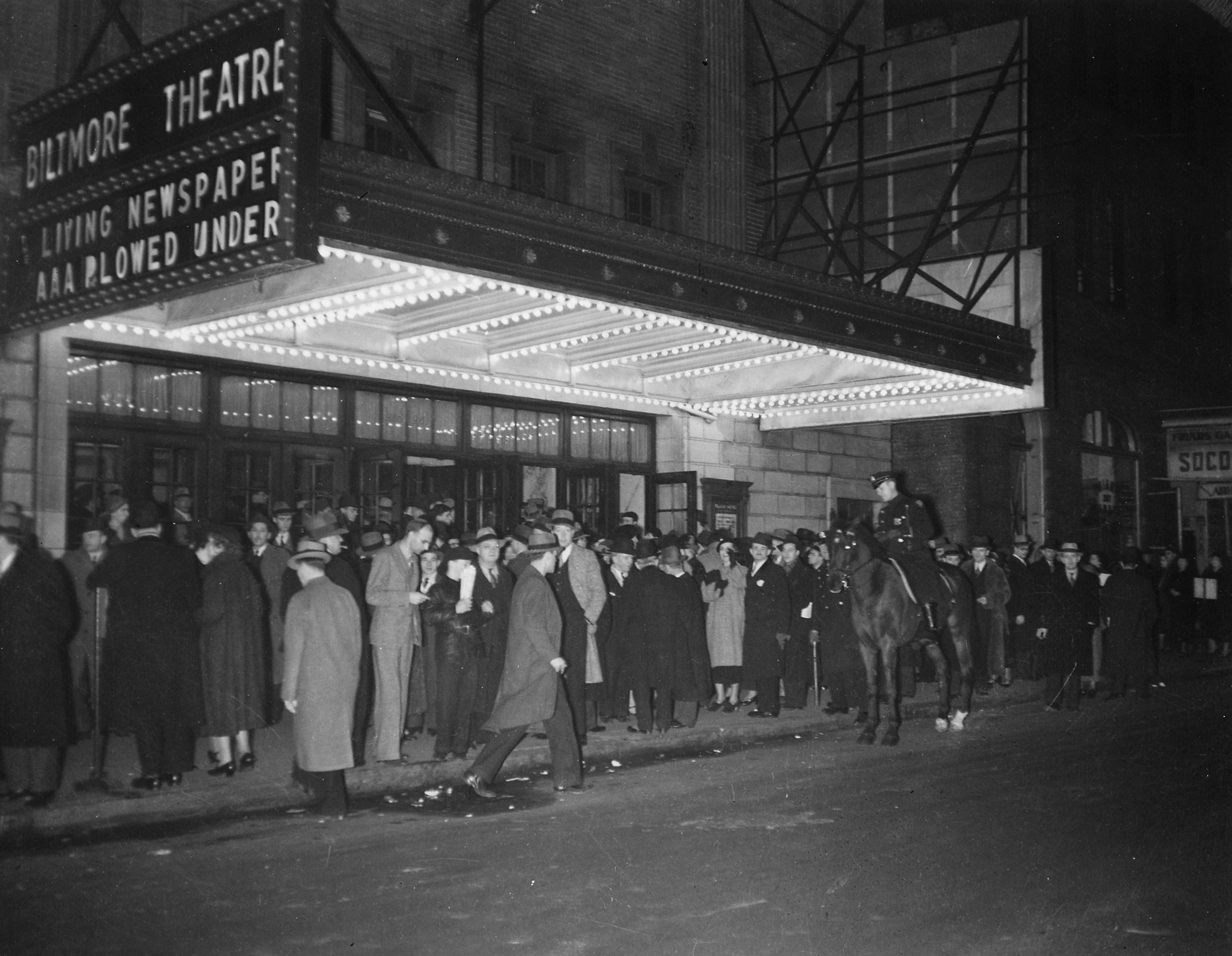
Una multitud de personas de pie en la acera frente al teatro (1935)

El Teatro Samuel J. Friedman  es un teatro histórico ubicado en Nueva York, Nueva York. Fundado en 1925 con el nombre de Teatro Biltmore, mantuvo esta denominación hasta 2008. El Teatro Samuel J. Friedman se encuentra inscrito  en el Registro Nacional de Lugares Históricos desde el 27 de octubre de 2004.  Herbert J. Krapp fue el arquitecto del Teatro Samuel J. Friedman.

## Ubicación
El Teatro Samuel J. Friedman se encuentra dentro del condado de Nueva York en las coordenadas 40°45′37″N 73°59′14″O / 40.760278, -73.987222.